# Fédération des industries électriques, électroniques et de communication
 (janvier 2021).
Si vous disposez d'ouvrages ou d'articles de référence ou si vous connaissez des sites web de qualité traitant du thème abordé ici, merci de compléter l'article en donnant les références utiles à sa vérifiabilité et en les liant à la section « Notes et références ».
La Fédération des industries électriques, électroniques et de communication (FIEEC) rassemble 27 organisations professionnelles des industries électriques, électroniques et numériques.
Ensemble, les membres de la FIEEC représentent 2 000 entreprises qui emploient 430 000 salariés et réalisent 107 milliards d'euros de chiffre d’affaires sur le territoire national, dont 29 % à l’export.
La FIEEC est membre de l'association européenne Orgalim, de France Industrie, du MEDEF, de l’UIMM et de la CPME.

## Histoire
Le syndicat professionnel des industries de l’électrique (SPIE) a été créé en 1879 et a connu plusieurs transformations.
En 1925, le SPIE devient le Syndicat général de la construction électrique (SGCE). Une évolution importante intervient en 1975 lorsque les industries électriques (SGCE - Syndicat général de la construction électronique) et électroniques (FNIE - Fédération nationale des industries électroniques) fusionnent pour donner naissance à la Fédération des industries électriques et électroniques (FIEE). Les technologies de communication seront à leur tout intégrées en 1997 pour constituer l'actuelle Fédération des industries électriques, électroniques et de Communication (FIEEC).

## Industries représentées
La FIEEC représente les technologies de l'énergie et du numérique (industries électriques, électroniques et de communication), soit plus de 2 000 entreprises. Ces industries technologiques occupent un rôle central dans l'économie et diffusent dans l'ensemble des autres secteurs. Elles sont particulièrement déterminantes dans des domaines tels que le développement durable (efficacité énergétique, écoconception, économie circulaire, etc.), la santé (télésanté, télémédecine, économie des séniors), le bien-être (domotique, électronique grand public, électroménager, etc.) ou la sécurité et la confiance numérique (identité numérique, cybersécurité, etc.).

## Syndicats adhérents et associés
La FIEEC représente 22 syndicats :
- Alliance pour la confiance numérique (ACN)
- Syndicat des automatismes du génie climatique et de la régulation (ACR)
- Alliance des composants et systèmes pour l'industrie électronique (ACSIEL)
- Alliance française des industries du numérique (AFNUM)
- Syndicat national de l’enseigne et de la signalétique (e-visions)
- Fédération des distributeurs de matériel électrique (FDME)
- Groupement des marques d'appareils pour la maison (GIFAM)
- Syndicat du luminaire (GIL)
- Groupement des entreprises de la filière électronumérique française (GIMELEC)
- Industries du génie numérique, énergétique et sécuritaire (IGNES)
- Syndicat des énergies renouvelables (SER)
- Groupement des entreprises de service et de maintenance de matériel électrique (SIRMELEC)
- Syndicat national des entreprises de sous-traitance électronique (SNESE)
- Syndicat national de l’industrie des technologies médicales (SNITEM)
- Syndicat français des fabricants de piles et accumulateurs portables (SPAP)
- Syndicat professionnel de la distribution en électronique industrielle (SPDEI)
- Syndicat professionnel des fabricants de fils et câbles électriques et de communication (SYCABEL)
- Syndicat de l'éclairage
- Syndicat de la mesure
- TECH'IN France
- Syndicat des industries thermiques, aérauliques et frigorifiques (UNICLIMA)

Ainsi que cinq membres associés :
- Fédération des ascenseurs
- Fédération française des entreprises de génie électrique et énergétique (FFIE)
- Fédération des industries du cinéma, de l'audiovisuel et du multimédia (FICAM)
- Fédération InfraNum
- Syndicat des entreprises de la transition énergétique et numérique (SERCE)

## Liste des présidents
- 1994-1999 :  Jean-Pierre Desgeorges[5]
- 1999-2003 :  François Mauduit[6]
- 2003-2007 :  Robert Mahler[7]
- 2007-2013 :  Pierre Gattaz[8]
- 2013-2020 : Gilles Schnepp[9],[10]
- Depuis juillet 2020 : Laurent Tardif